# 烏帕河 (易北河支流)

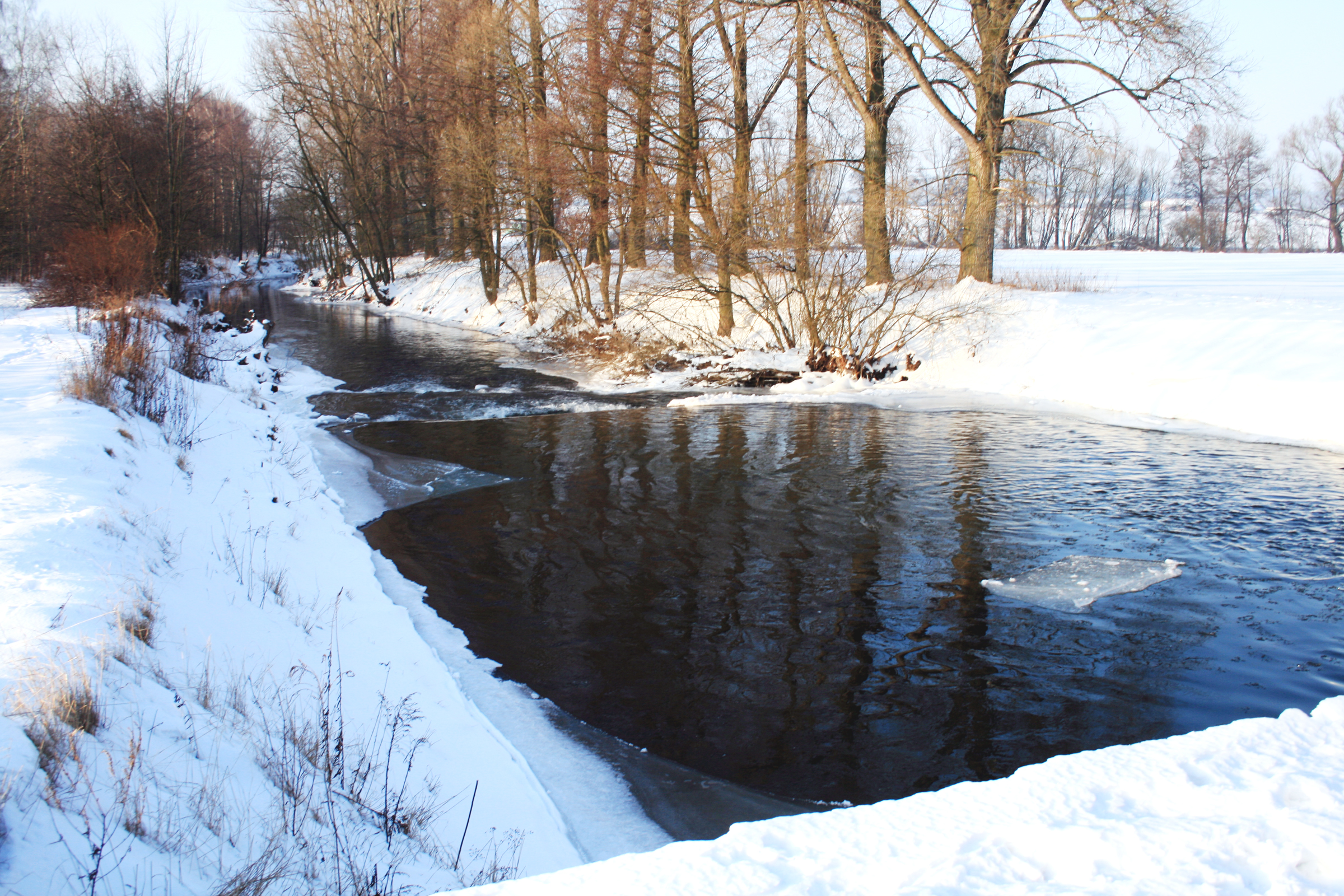

烏帕河是捷克的河流，屬於易北河的左支流，河道全長78.14公里，流域面積490.29平方公里，最終在亞羅梅日注入易北河，河口流量每秒6.99立方米。

## 外部連結
- Information at the Water Management Research Institute

50°21′12″N 15°55′51″E / 50.35333°N 15.93083°E